# Морло, Франсуа-Никола-Мадлен
Франсуа-Никола-Мадлен Морло (фр. François-Nicolas-Madeleine Morlot; 28 декабря 1795, Лангр, Первая французская республика — 29 декабря 1862, Париж, Вторая империя) — французский кардинал. Епископ Орлеана с 8 июля 1839 по 27 января 1843. Архиепископ Тура с 27 января 1843 по 19 марта 1857. Архиепископ Парижа с 19 марта 1857 по 29 декабря 1862. Кардинал-священник с 7 марта 1853, с титулом церкви Санти-Нерео-эд-Акиллео с 27 июня 1853.